# Ерлензе
Ерлензе (њем. Erlensee) општина је у њемачкој савезној држави Хесен. Једно је од 28 општинских средишта округа Мајн-Кинциг. Према процјени из 2010. у општини је живјело 12.805 становника. Посједује регионалну шифру (AGS) 6435007.

## Географски и демографски подаци
Ерлензе се налази у савезној држави Хесен у округу Мајн-Кинциг. Општина се налази на надморској висини од 110 метара. Површина општине износи 18,6 km². У самом мјесту је, према процјени из 2010. године, живјело 12.805 становника. Просјечна густина становништва износи 689 становника/km².

## Међународна сарадња
| Мјесто    | Држава               | Врста сарадње | Од    |
| --------- | -------------------- | ------------- | ----- |
| Биглсвејд | Уједињено Краљевство | партнерство   | 2000. |
| Извор     |                      |               |       |